# Miðvágur
Miðvágur (wym. [miːvɔavuɹ], duń. Midvåg) – miejscowość na Wyspach Owczych, terytorium zależnym Królestwa Danii, położonym na Morzu Norweskim. 1 stycznia 2010 roku Miðvágur zamieszkiwały 1063 osoby. Miejscowość stanowi centrum administracyjne leżącej w regionie Vágar, gminie Vága kommuna, utworzonej w wyniku połączenia Miðvágs kommuna oraz Sandavágs kommuna w roku 2009.

## Nazwa
Nazwa miejscowości pochodzi od farerskich słów miður – „w środku” i vágur – „zatoka”.

## Geografia

### Położenie
Miejscowość Miðvágur jest położona w południowo-wschodniej części wyspy Vágar. Od strony północnej względem miejscowości znajduje się wzniesienie, którego kulminacją jest szczyt Reynsatindur (676 m n.p.m.), na południu zaś dwa wzniesienia, Ravnsfjall (269 m n.p.m.) i Ritubergsnøva (376 m n.p.m.), odgradzają miejscowość od Oceanu Atlantyckiego. Na zachodzie od miejscowości znajduje się jezioro Sørvágsvatn, zwane przez mieszkańców Miðvágur, Leitisvatn. Na wschodzie miejscowość przylega do zatoki, wpadającej następnie do Oceanu Atlantyckiego. Na południowym wschodzie od miejscowości znajduje się charakterystyczna skała, zwana Trøllkonufingur (Palec Wiedźmy).

### Klimat
Podobnie, jak na całych Wyspach Owczych, klimat w Miðvágur można określić, jako klimat umiarkowany, chłodny w odmianie morskiej. Zimy są więc stosunkowo łagodne, a temperatura w niżej położonych miejscach rzadko spada poniżej 0°C, natomiast lata są chłodne z maksymalnymi temperaturami oscylującymi w pobliżu +20 °C. Archipelag ten charakteryzują także wysokie sumy opadów.

## Informacje ogólne

### Populacja
W roku 2010, w Miðvágur mieszkały 1063 osoby. Jest to największa miejscowość na wyspie Vágar. Większość ludności stanowią Farerczycy, rdzenni mieszkańcy Wysp Owczych. Już w połowie lat 80. XX wieku liczba ludności w Miðvágur wynosiła 1023 osoby i następował jej wzrost. W roku 1990 osiągnęła kulminację (1 042 ludzi) i od tamtej pory, za sprawą kryzysu ekonomicznego na Wyspach Owczych i masową emigracja do Danii, zaczęła spadać. Najmniej ludzi zamieszkiwało tam w 2000 roku, kiedy populacja wyniosła 907 osób. Od tamtej pory liczba ludności stale rośnie, w roku 2004 ponownie przekroczyła 1000 (1 018).
Stosunek kobiet do mężczyzn wynosi obecnie 511: 552, co sprawia, że wskaźnik feminizacji wynosi około 92,6. Jest on nieco wyższy od średniej całego archipelagu (92,2). Wiekowo społeczeństwa nie można określić, jako młode, nie jest ono jednak także stare. Ludzie w wieku do 20 roku życia stanowią 29,1% społeczeństwa, między dwudziestką a czterdziestką 24,9%, między czterdziestką a sześćdziesiątką 25,6%, a starsi 20,4%. W roku 2009 przyrost naturalny w Miðvágur wynosił -1,9‰.
Według danych Urzędu Statystycznego (I 2015 r.) jest ósmą co do wielkości miejscowością Wysp Owczych.

### Transport
W Miðvágur nie ma przystani promowej, ani lądowiska dla helikopterów. Najbliższe lądowisko znajduje się na lotnisku Vágar. Jedynym państwowym środkiem transportu jest autobus kursujący na linii nr 300 pomiędzy stolicą Wysp Owczych, Tórshavn a lotniskiem w Sørvágur. Pokonuje on następującą trasę: Tórshavn-Kollafjørður-Sandavágur-Miðvágur-Port lotniczy Vágar-Sørvágur.

### Sport
Jednym z dwóch najpopularniejszych sportów na Wyspach Owczych jest piłka nożna. W miejscowości funkcjonuje amatorski klub piłkarski MB Miðvágur, założony w 21 stycznia 1905 roku. Obecnie klub ten występuje w trzeciej lidze nie odnosząc, nawet, jak na farerskie warunki, dużych sukcesów. W 1993 klub połączył się, tworząc, razem ze słabszym SÍF Sandavágur FS Vágar, ten jednak rozpadł się w 2004 i MB Miðvágur postanowił dalej występować samodzielnie. W miejscowości znajduje się także siedziba drugoligowego 07 Vestur, jednak swoje mecze rozgrywa on na stadionie Á Dungasandi w Sørvàgur.
Prócz tego znajdują się tam następujące kluby: Bogaskjótifelagið VágaSkot (łucznictwo, zał. 12 października 2004), Ítróttarfelagið FRÆLSI (lekkoatletyka, zał. 3 marca 2004), Miðvágs Badmintonfelag (badminton, zał. 10 października 1963), Miðvágs Kappróðrarfelag (wioślarstwo, zał. 21 kwietnia 1956) oraz Vága Ríðingarfelag (jeździectwo, zał. ?). Prócz tego istnieje tam także klub szachowy Miðvágs Talvfelag.

## Historia i turystyka
Miejscowość Miðvágur założono w 2. połowie XIV wieku. Znajduje się tam jeden z najstarszych budynków na Wyspach Owczych, zamieszkany od średniowiecza Kálvalíð. Obecnie miejsce to jest przekształcone w muzeum. W Miðvágur, o czym świadczą wykopaliska, odbywała się wikińska rada, zwana Várting.
W roku 1899 złapano tam największą, jak dotąd na Wyspach Owczych, liczbę wielorybów (1300).
1 lipca 1903 roku otwarto tam urząd pocztowy, pierwszy taki obiekt na wyspie Vágar. Obecnie jest on własnością Vága Dansifelag, lokalnego związku tańca ludowego, który chciał stworzyć tam muzeum poświęcone pisarzowi, urodzonemu w ówczesnym budynku poczty – Mikkjalowi Dánialssonowi á Ryggi. W 1934 roku syn pierwszego właściciela przeniósł urząd do własnego domu. Budynek ten był siedzibą poczty do 1970, goszcząc też w międzyczasie bank. Kolejna urzędniczka kupiła dom w roku 1969 i rok później przeniosła tam urząd. W roku 1983 kupiła dom, który w latach 1914–1982 był lokalnym gabinetem lekarskim, i tam przeniosła pocztę. Ostatnia zmiana w lokalizacji urzędu zaszła w 1996, kiedy zarząd Poczty Wysp Owczych zdecydował się na wykupienie od Føroya Bank dawnego budynku Sjóvinnubank, nad którym ten pierwszy przejął kontrolę. Od tamtego czasu to właśnie w tamtym budynku znajduje się urząd pocztowy, w którym na stałe zatrudnionych jest 2 pracowników.
W roku 1915 została utworzona gmina Miðvágs kommuna. Wcześniej jej tereny wchodziły w skład Vága Prestagjalds kommuna (1872–1911) i Vága kommuna (1911–1915). Miðvágur był centrum administracyjnym gminy o tożsamej nazwie z nazwą miejscowości, a obecnie, po zmianie dokonanej 1 stycznia 2009 jest siedzibą władz nowej Vága kommuna. Obszar obecnej Vága kommuna nie jest tożsamy z obszarem, jaki zajmowała ona w latach 1911–1915, kiedy zajmowała obszar całej wyspy Vágar.
11 lipca 1980 roku rozpoczęto nasadzenia w miejscu, gdzie obecnie znajduje się Viðarlundin á Tungu, park o wielkości 11 780 m². Teren ten znajduje się w pobliżu lokalnego kościoła, częściowo (190 m²) zajmuje teren dawnego cmentarza. Parki takie tworzone są na archipelagu, ponieważ brak jest tam naturalnego zalesienia. Często zdarza się, że drzewa, na skutek silnych wiatrów, są niszczone, przez co trudno się tam utrzymać wysokiej roślinności. Kościół, przy którym znajduje się park został zbudowany 28 września 1952 roku.
Odbywa się tam także, na przemian z Sandavágur, Sørvágur i Vestmanna festiwal Vestanstevna, na początku lipca.
W Miðvágur znajdują się 2 szkoły.

## Urodzeni i mieszkający w Miðvágur
- Benita Broberg (ur. 1667 w Thorshavn, zm. 17 lutego 1752) – prawdopodobnie najbardziej znana kobieta w historii Wysp Owczych, jej postać była inspiracją dla dwóch książek: Beinta (1927) Hansa Andriasa Djurhuusa(inne języki) i Barbara (1939) Jørgena-Frantza Jacobsena, jak również filmu fabularnego Barbara (1997) w reżyserii Nilsa Malmrosa. Uważa się, że kobieta ta była odpowiedzialna za śmierć swoich dwóch mężów i szaleństwo trzeciego[21]. Jej trze mąż stracił urząd wikariusza w parafii w Miðvágur i do końca żyła w biedzie[21]. Miała trzy córki i jednego syna[21]
- Jens Christian Svabo (ur. 1746, zm. 14 lutego 1824 w Tórshavn) – lingwista i etnograf. Uczył się w Danii do roku 1800, a po powrocie zamieszkał w Tórshavn u rodziny Pætursarstovu, gdzie na poddaszu, w 1928 roku znaleziono część jego notatek. Svabo był jednym z prekursorów pisanego języka farerskiego. Napisał jeden z pierwszych słowników tego języka. Interesował się też muzyką farerską i celtycką. W ich nurcie napisał kilka utworów
- Greta Svabo Bech (ur. w grudniu 1987 r. w Thorshavn) – wokalistka i autorka tekstów piosenek nominowana w 2012 roku do nagrody Grammy[22]
- Mikkjal á Ryggi (ur. 17 października 1879, zm. 20 października 1956 w Tórshavn) – nauczyciel, poeta, polityk. Długoletni burmistrz gminy Miðvágs kommuna, parlamentarzysta, a także gubernator regionu Vágar[23]. Opowiadał się za niepodległością Wysp Owczych. Przez większą część życia mieszkał w Gásadalur[23]. Przyczyną jego śmierci była gruźlica